# Spectrum Saloon Car (SSC)

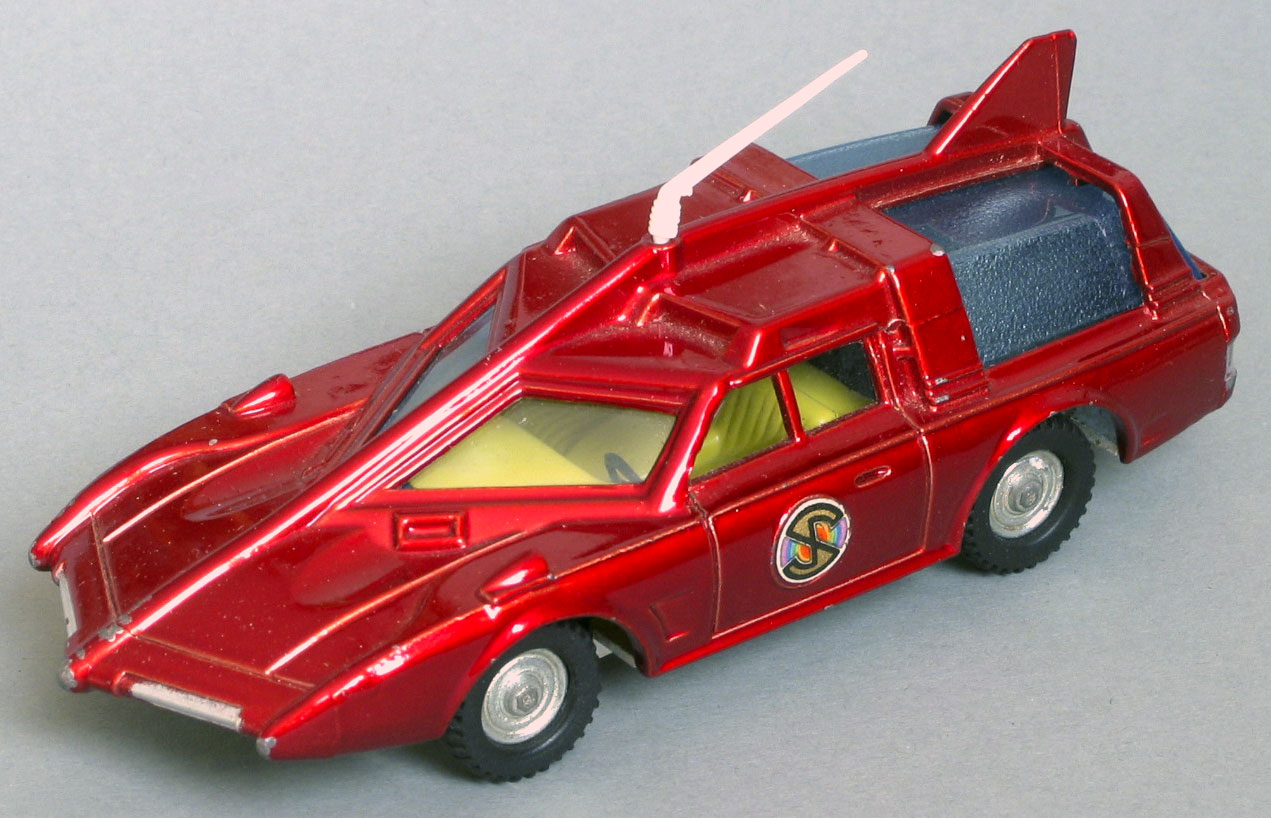
Speelgoedversie van de SPC.

De Spectrum Saloon Car (SSC), ook wel Spectrum Patrol Car (SPC) genoemd, is een fictief voertuig uit Gerry Andersons sciencefiction-televisieserie Captain Scarlet and the Mysterons (1967).

## Captain Scarlet and the Mysterons
De SSC is alleen beschikbaar voor Spectrumpersoneel. Het is een rood, 18 voet (5,4 m) lang voertuig met vier wielen. Er kunnen maximaal 5 mensen in, en het voertuig kan snelheden halen tot 320 km/u. De SSC wordt aangedreven door een gasturbinemotor onder de achtervloer.
De SSC is speciaal uitgerust met kwarts-koplampen waarmee de chauffeur ook in het donker tot op grote afstand dingen kan zien. Het voertuig bevat ook een unieke tandwieloverbrenging, onafhankelijke wielophanging en magnetische remtrommels die dankzij elektromagneten de auto in staat stellen snel te remmen.
In de serie was de SSC een schaalmodel gemaakt door Mike Trim.

## De Cheetah
In de remakeserie New Captain Scarlet (2005) kwam de SSC niet voor, maar wel een op de SSC gebaseerd voertuig: de Spectrum Cheetah. Hoewel de Cheetah sterk lijkt op de SSC, heeft hij wat extra mogelijkheden. Zo heeft de Cheetah uitklapbare vleugels, staartvin en raketmotor.